# Frare
Il frare è una specialità sferistica di palla valenciana.

## Regolamento

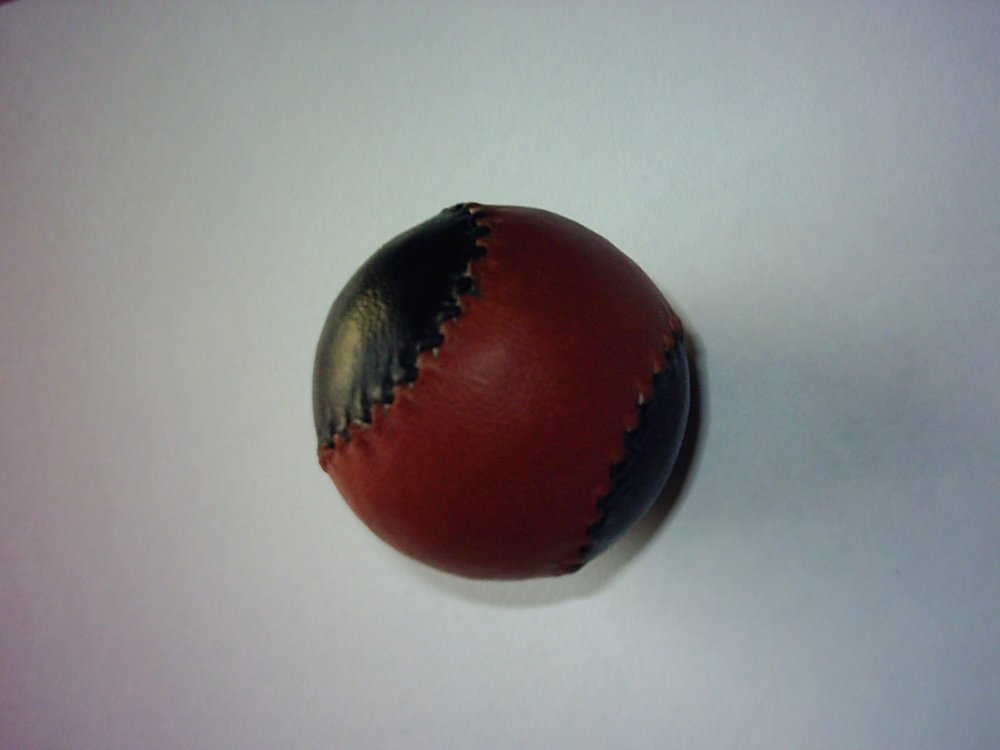
Palla regolamentare

Le forme di gioco sono due: individuale e doppio. Il campo in sferisterio è costituito da uno spazio rettangolare, lungo 30 m e largo 8 m, delimitato da quattro muri che circondano i giocatori. Gli atleti con una mano nuda devono colpire energicamente la palla verso il muro frontale affinché il rimbalzo sia incontrollabile dagli avversari: la palla è in cenci ricoperta di cuoio ovino e pesa 32 g con diametro di 4-4,2 cm. Questo tipo di palla ha un rimbalzo molto irregolare quindi i giocatori, essendo sempre spiazzati, sono costretti a tante azioni di blocchi e ripartenze che impegnano duramente i contendenti. Il punteggio si calcola come quello del frontón.